# Euherdmania digitata
Euherdmania digitata is een zakpijpensoort uit de familie van de Euherdmaniidae. De wetenschappelijke naam van de soort is voor het eerst geldig gepubliceerd in 1963 door Millar.